# آریوا (شرکت)
آریوا (انگلیسی: Arriva) یک شرکت حمل و نقل عمومی چند ملیتی است که مقر آن در ساندرلند انگلستان است.